# Cheirogaleus sibreei
Cheirogaleus sibreei is een dwergmaki uit het geslacht der katmaki's (Cheirogaleus) die leeft op Madagaskar. De wetenschappelijke naam van de soort werd voor het eerst geldig gepubliceerd door Charles Immanuel Forsyth Major in 1896.

## Kenmerken
Cheirogaleus sibreei lijkt op de grote katmaki (Cheirogaleus major). De vacht is grijs-bruin op de rug; de buik en flanken zijn wit-grijs. Over de rug loopt een donkere streep. De oren zijn licht behaard en donker. Hij heeft een ronde kop en donkere oogkringen die niet erg uitgesproken zijn in vergelijking met andere katmaki's.

## Naamgeving
De soortnaam verwijst naar de Engelse natuurwetenschapper en missionaris James Sibree (1836-1929).

## Verspreiding
Na de ontdekking van deze diersoort in 1896 werd geen enkel exemplaar in het wild waargenomen tot 2001. De gevonden exemplaren komen uit het oosten van Madagaskar, wat betekent dat de soort in het regenwoud leeft.
Bij de eerste evaluatie van de soort door het IUCN, in 2014, werd het dier onmiddellijk als kritiek bedreigd op de Rode Lijst geplaatst. Als grootste bedreigingen worden het verlies en de versnippering van zijn leefgebied vermeld.